# Sean Kingston
Kisean Jamal Anderson (n. 3 februarie 1990), cunoscut mai bine după numele de scenă Sean Kingston, este un cântăreț jamaican-american de reggae și muzică pop, dar și rapper.

## Carieră muzicală
Kisean Anderson s-a născut în Miami, Florida dar a copilărit în Kingston, Jamaica, după ce s-a mutat acolo la vârsta de 6 ani. Anderson apoi a revenit în S.U.A în Los Angeles, California la începutul adolescenței.
A debutat cu single-ul Beautiful Girls în mai 2007. Aceasta a stat pe locul 1 în US Billboard Hot 100 timp de 3 săptămâni și a intrat și în UK Singles Chart.
Piesa Me Love a ajuns numărul 1 în Australia și a detronat-o pe Fergie care a fost numărul 1 timp de 9 săptămâni. Melodia lui Sean Kingston a stat în Canadian Hot 100 pe locul 1 mai bine de 6 săptămâni, apoi căzând pe locul 3 datorită celor de la Plain White T's.
Beautiful Girls a rămas numărul 1 în Canada mai mult decât orice piesă în 2007.
Single-ul Fire Burning a fost lansat pe data de 24 aprilie 2009 și a ajuns pe locul 4 în Billboard Hot 100. Piesa va fi pe noul său album Tomorrow care se pare că va fi lansat pe data de 25 august 2009.
Sean Kingston have an oder song with Justin Biber Eenie Meeine

## Discografie
- Sean Kingston (2007)
- Tomorrow (2009)